# Peter Ballauff
Peter Ballauff, né le 29 septembre 1963 à Hambourg, est un joueur de tennis allemand, professionnel à la fin des années 1980.
Malgré une courte carrière, il est parvenu à décrocher un titre en double en 1989 sur le circuit ATP à Palerme avec son compatriote Rüdiger Haas. C'est également à l'occasion de ce tournoi qu'il signe son meilleur résultat en simple avec un quart de finale et une victoire sur Andrés Gómez, 21e. Sur le circuit Challenger, il a atteint les demi-finales à Knokke et Munich en 1989. En double, il a remporté le tournoi de Genève en 1989 et de Fürth en 1990.

## Palmarès

### Titre en double (1)
| No | Date       | Nom et lieu du tournoi                       | Catégorie  | Dotation  | Surface      | Partenaire   | Finalistes                     | Score         |  |
| -- | ---------- | -------------------------------------------- | ---------- | --------- | ------------ | ------------ | ------------------------------ | ------------- |  |
| 1  | 25-09-1989 | Campionati Internazionali di Sicilia Palerme | Grand Prix | 225 000 $ | Terre (ext.) | Rüdiger Haas | Goran Ivanišević Diego Nargiso | 6-2, 6-7, 6-4 |  |

## Parcours dans les tournois duGrand Chelem

### En simple
N'a jamais participé à un tableau final.

### En double
| Année | Open d'Australie               | Open d'Australie       | Internationaux de France | Internationaux de France | Wimbledon | Wimbledon | US Open | US Open |
| ----- | ------------------------------ | ---------------------- | ------------------------ | ------------------------ | --------- | --------- | ------- | ------- |
| 1990  | 1er tour (1/32) L.-A. Wahlgren | D. Cahill M. Kratzmann | —                        | —                        | —         | —         | —       | —       |

N.B. : le nom du ou de la partenaire se trouve sous le résultat ; le nom des ultimes adversaires se trouve à droite.